# Port lotniczy Kawala
Port lotniczy Kawala im. Aleksandra Wielkiego (gr. Κρατικός Αερολιμένας Καβάλας "Μέγας Αλέξανδρος", Kratikos Aerolimenas Kawalas "Megas Aleksandros" (trl.), ang. Kavala International Airport; IATA: KVA, ICAO: LGKV) – międzynarodowy port lotniczy położony 30 km od centrum Kawali, w regionie Macedonia, w Grecji.
Lotnisko otwarto w 1952 roku z inicjatywy Greckich Sił Powietrznych w pobliżu wsi Amygdaleonas. 12 października 1981 zostało przeniesione do nowej lokalizacji, gdzie działa do dziś, w pobliżu miasta Chrisoupolis. Przeniesienie znacznie poprawiło dostępność pobliskiej wyspy Thasos i miasta Ksanti. Na początku było używane tylko dla lotów krajowych.
Operatorem zarządzającym portem jest niemiecka spółka Fraport.

## Linie lotnicze i połączenia
| Linia lotnicza                  | Kierunek                                                                              |
| ------------------------------- | ------------------------------------------------------------------------------------- |
| Aegean Airlines                 | 1. Ateny (od 29 października 2023)                                                    |
| Austrian Airlines               | Sezonowo: 1. Wiedeń                                                                   |
| Braathens International Airways | Sezonowe czartery: 1. Kopenhaga 2. Oslo-Gardermoen                                    |
| Buzz                            | Sezonowe czartery: 1. Katowice 2. Poznań 3. Ryga 4. Warszawa-Okęcie (od 27 maja 2024) |
| Condor                          | Sezonowo: 1. Düsseldorf 2. Frankfurt 3. Monachium                                     |
| Eurowings                       | Sezonowo: 1. Kolonia/Bonn 2. Dortmund 3. Düsseldorf 4. Stuttgart                      |
| Eurowings Discover              | Sezonowo: 1. Frankfurt                                                                |
| Finnair                         | Sezonowe czartery: 1. Helsinki                                                        |
| LOT                             | Sezonowe czartery: 1. Warszawa-Okęcie 2. Wilno                                        |
| Marathon Airlines               | Sezonowe czartery: 1. Innsbruck                                                       |
| Olympic Air                     | 1. Ateny (do 29 października 2023)                                                    |
| Scandinavian Airlines System    | Sezonowe czartery: 1. Sztokholm-Arlanda                                               |
| Smartwings                      | Sezonowe czartery: 1. Bratysława 2. Brno 3. Praga                                     |
| TUI Airways                     | Sezonowo: 1. Birmingham 2. Londyn-Gatwick 3. Manchester                               |
| TUI fly Netherlands             | Sezonowo: 1. Amsterdam                                                                |